# Polen i olympiska vinterspelen 1956
Polen deltog med 51 deltagare vid de olympiska vinterspelen 1956 i Cortina d'Ampezzo. Totalt vann de en bronsmedalj.

## Medaljer

### Brons
- Franciszek Gąsienica Groń - Nordisk kombination.